# Plymouth Fury
El Plymouth Fury fue un automóvil fabricado por la división de automóviles Chrysler entre 1956 y 1978. Hubo hasta seis generaciones durante este período. Este modelo fue lanzado como un vehículo de alta gama, pero el objetivo de la compañía era utilizarlo para exponerlo y atraer a los consumidores, debido al imponente diseño de los primeros modelos.

## Primera generación (1956-1959)
El "Fury" se vendía sólo en color blanco con carrocería coupé con acabado de aluminio dorado en 1956, 1957 y 1958. De 1965 a 1974, las ventas de Plymouth se elevaron en gran medida a la popularidad del nombre. Plymouth realizó de nuevo en 1965 un nuevo modelo, el Fury estaba disponible en cuatro tipos de acabado, denominado Fury I, Furia II, III y acabado deportivo, que se uniría a los precios de modelos de la competencia como el Bel Air, Impala e Impala SS, que tenían un estilo de carrocería muy similar. 
En 1959 presentó el Plymouth Fury deportivo como su modelo de gama más alta, y se renunció a sustituir el nombre "Fury" por el de Plymouth Belvedere. Al hacerlo, en la gama Fury ahora sólo figuran automóviles y camionetas, así como un rígido coupé y sedán, mientras que en la serie deportiva sólo había carrocería coupé y descapotable.
El modelo Deportivo del "Fury" se dejó de fabricar a finales de 1959, pero se relanzó a mediados de 1962.

### Christine de Stephen King

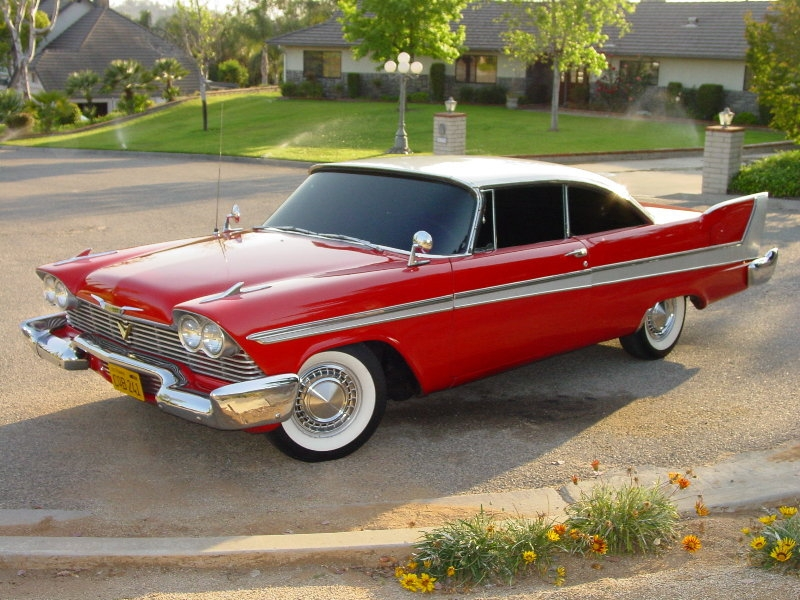
Modelo utilizado en la película "Christine"

El Plymouth Fury de 1958 fue más conocido por la película de 1983 "Christine", adaptación del director John Carpenter de la novela de Stephen King del mismo nombre. Se mostraba al automóvil como a un ser viviente, el cual poseía a su propietario y perseguía a todo aquel que se interpusiese en su camino con la intención de asesinarlo.

## Segunda generación (1960-1964)
Llegó 1960, y Chrysler/Plymouth se peleaban por producir automóviles para complacer al público, las aletas se han convertido de repente en una moda pasada. El Plymouth Fury mantuvo el volumen de ventas a pesar de la turbulenta década de 1960, el "Fury" de tamaño completo (4 puertas) empezó a tener un diseño similar al Chevrolet Impala y pasó a tener un tamaño intermedio. El primer año se lanzó el modelo descapotable.

## Tercera generación (1965-1968)
Tenía motores más potentes que la versión anterior, entre ellos un V8.